# Hitrostno drsanje na Zimskih olimpijskih igrah 1932
Hitrostno drsanje na Zimskih olimpijskih igrah 1932.

## Dobitniki medalj

### Moški
| Tekma   | Zlato         | Srebro          | Bron           |
| 500 m   | Jack Shea     | Bernt Evensen   | Alexander Hurd |
| 1500 m  | Jack Shea     | Alexander Hurd  | Willy Logan    |
| 5000 m  | Irving Jaffee | Eddie Murphy    | Willy Logan    |
| 10000 m | Irving Jaffee | Ivar Ballangrud | Frank Stack    |

### Ženske (demonstracijska disciplina)
| Tekma  | Zlato            | Srebro           | Bron           |
| 500 m  | Jean Wilson      | Elizabeth Dubois | Kit Klein      |
| 1000 m | Elizabeth Dubois | Hattie Donaldson | Dorothy Franey |
| 1500 m | Kit Klein        | Jean Wilson      | Helen Bina     |